# Дома (Німеччина)
Дома (нім. Dohma) — громада в Німеччині, розташована в землі Саксонія. Входить до складу району Саксонська Швейцарія — Східні Рудні Гори. Складова частина об'єднання громад Пірна.
Площа — 19,56 км2. Населення становить 1956 ос. (станом на 31 грудня 2020).